# The Very Best of Canned Heat
Albums de Canned Heat
Boogie 2000
(1999) Friends in the Can
(2003)
The Very Best of Canned Heat est une des nombreuses compilations consacrée au groupe de blues/boogie/rock californien, Canned Heat. Elle est paru le 30 octobre 2001 sur le label EMI Gold.
Les titres proviennent des cinq premiers albums du groupe, Canned Heat (3), Boogie with Canned Heat (6), Living the Blues (2), Hallelujah (2) et Future Blues (2).

## Liste des titres
| No  | Titre                                                       | Auteur                                                    | Durée |
| --- | ----------------------------------------------------------- | --------------------------------------------------------- | ----- |
| 1.  | On the Road Again (de Boogie with Canned Heat, 1968)        | Alan Wilson, Floyd Jones                                  | 4:56  |
| 2.  | Amphetamine Annie (de Boogie with Canned Heat, 1968)        | Bob Hite, Henry Vestine, Larry Taylor, Adolfo de la Parra | 3:31  |
| 3.  | My Crime (de Boogie with Canned Heat, 1968)                 | Hite, Vestine, Wilson, Taylor                             | 3:59  |
| 4.  | Time Was (de Hallelujah, 1969)                              | Wilson                                                    | 3:22  |
| 5.  | Going Up the Country (de Living the Blues, 1968)            | Wilson                                                    | 2:52  |
| 6.  | Sugar Bee (de Future Blues, 1970)                           | Eddie Shuler                                              | 2:37  |
| 7.  | Whiskey Headed Woman # 2 (de Boogie with Canned Heat, 1968) | Hite                                                      | 2:51  |
| 8.  | Bullfrog Blues (de Canned Heat, 1967)                       | Hite, Wilson, Vestine, Frank Cook, Taylor                 | 2:18  |
| 9.  | Let's Work Together (de Future Blues, 1970)                 | Wilbert Harrison                                          | 2:50  |
| 10. | World In a Jug (de Boogie with Canned Heat, 1968)           | Canned Heat                                               | 3:26  |
| 11. | Fried Hockey Boogie (de Boogie with Canned Heat, 1968)      | Taylor                                                    | 11:08 |
| 12. | Rollin' and Tumblin' (de Canned Heat, 1967)                 | Muddy Waters, Hambone Willie Newbern                      | 3:08  |
| 13. | I'm Her Man (de Hallelujah, 1969)                           | A.Leigh                                                   | 2:57  |
| 14. | Dust my Broom (de Canned Heat, 1967)                        | Robert Johnson                                            | 3:16  |
| 15. | Parthenogenesis (de Living the Blues, 1968)                 | Canned Heat                                               | 20:04 |

## Musiciens
- Bob Hite: chant
- Alan Wilson: guitare rythmique et slide, harmonica, chant
- Henry Vestine: guitare solo
- Larry Taylor: basse
- Frank Cook: batterie, percussions (titres 8,12 & 14)
- Adolfo "Fito" de la Parra: batterie, percussions
- Harvey Mandel: guitare solo (titres 6 & 9)